# Kaffkiez
Kaffkiez ist eine Indie-Rock-Band aus Rosenheim.

## Geschichte
Die Band Kaffkiez ging aus der Band Maybe hervor, die Johannes Gottwald und Johannes Eisner 2012 in Bad Endorf gegründet hatten. Über die Jahre kamen die Musiker der heutigen Besetzung hinzu. Maybe trat mit Coverversionen und zehn Prozent eigenen englischsprachigen Stücken auf.
Im Frühjahr 2020 änderte die Band ihre Musikrichtung zu deutschsprachiger Indie-Musik und benannte sich in Kaffkiez um. Der Name verbindet die Herkunft vom Land mit dem Weg in die Musikszene der Großstädte.
Im Juli 2020 erschien die erste Single Nie allein, seitdem stehen sie beim Label Arcticmusic unter Vertrag. Die zweite Single erschien im November 2020 in Zusammenarbeit mit dem Berliner Produzenten Johann Seifert. Im Sommer 2022 folgten Auftritte bei größeren Festivals wie dem Deichbrand, Highfield-Festival und dem Superbloom-Festival. Sie waren auch in Fernsehformaten wie Inas Nacht (März 2024) und dem ZDF-Morgenmagazin zu sehen.
Im September 2022 erschien ihr erstes Album Alles auf Anfang, das Platz 46 der deutschen Albumcharts erreichte. Anschließend gingen sie in Deutschland, Österreich und der Schweiz auf Tour.
Das zweite Album Ekstase erschien im Januar 2024 und landete auf Platz 3 der deutschen Albumcharts. Mit dem Album gingen sie im März 2024 auf gleichnamige Headliner-Tour.

Die Bandmitglieder
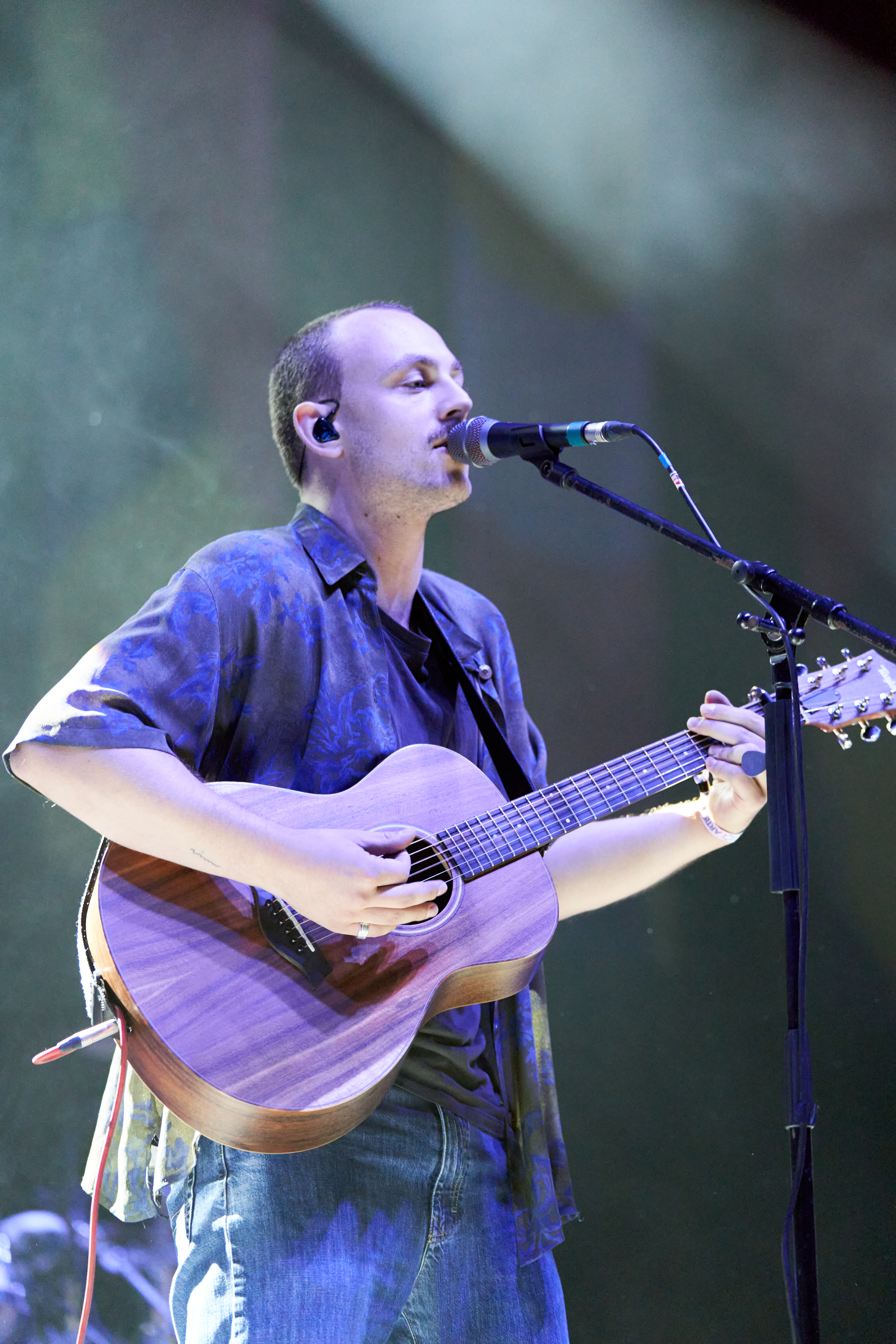
Johannes Eisner
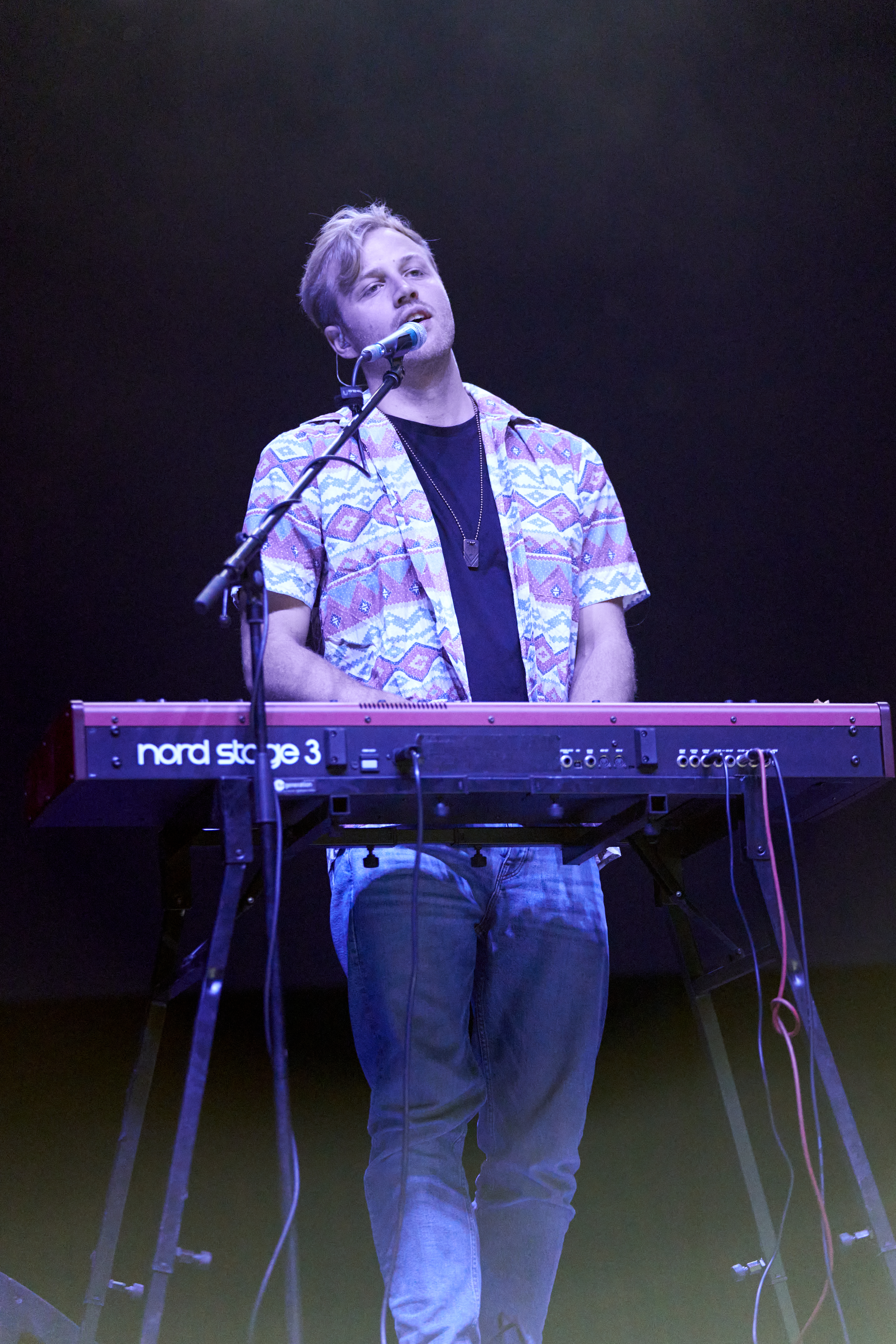
Johannes Gottwald
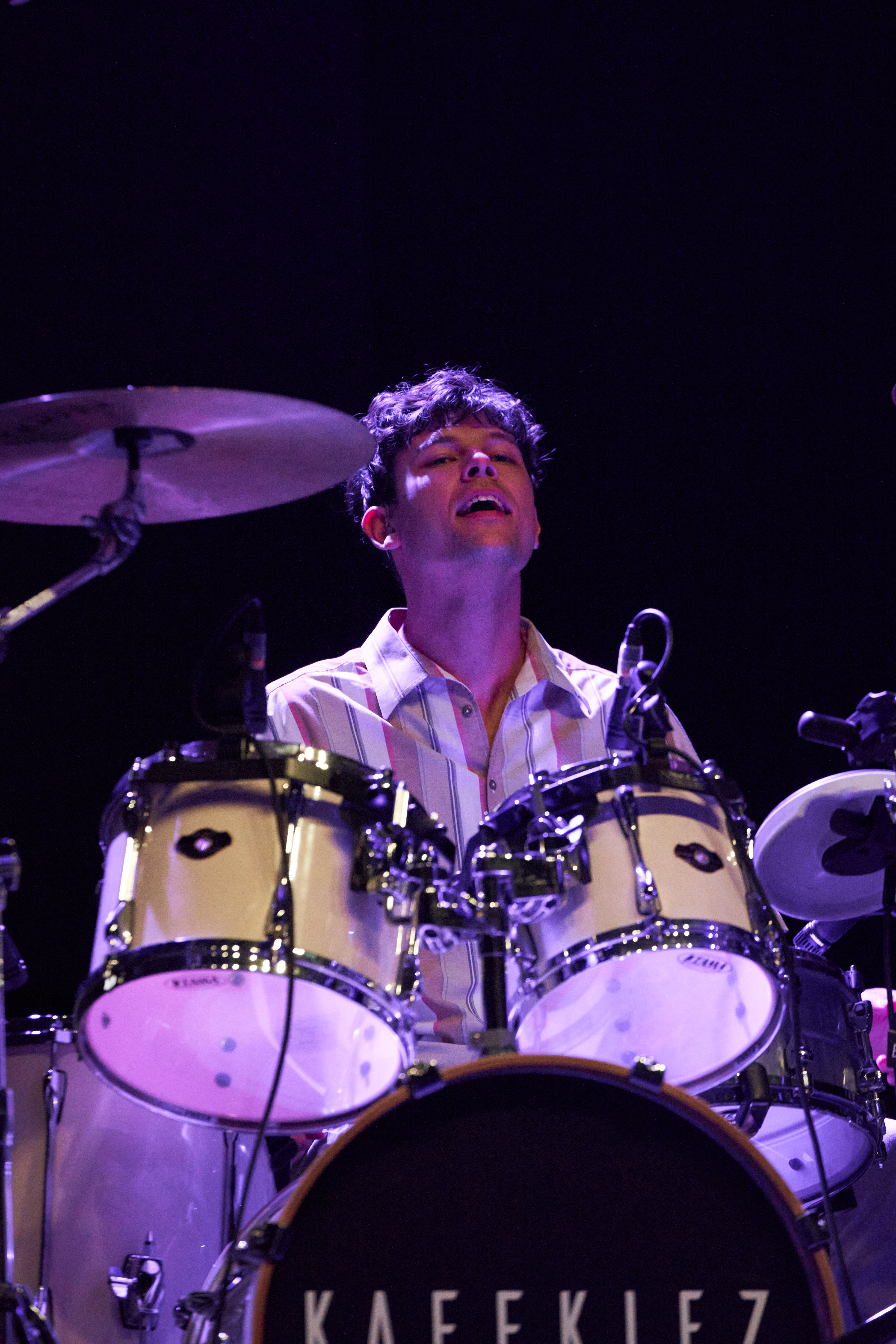
Niklas Mayer
Florian Weinberger
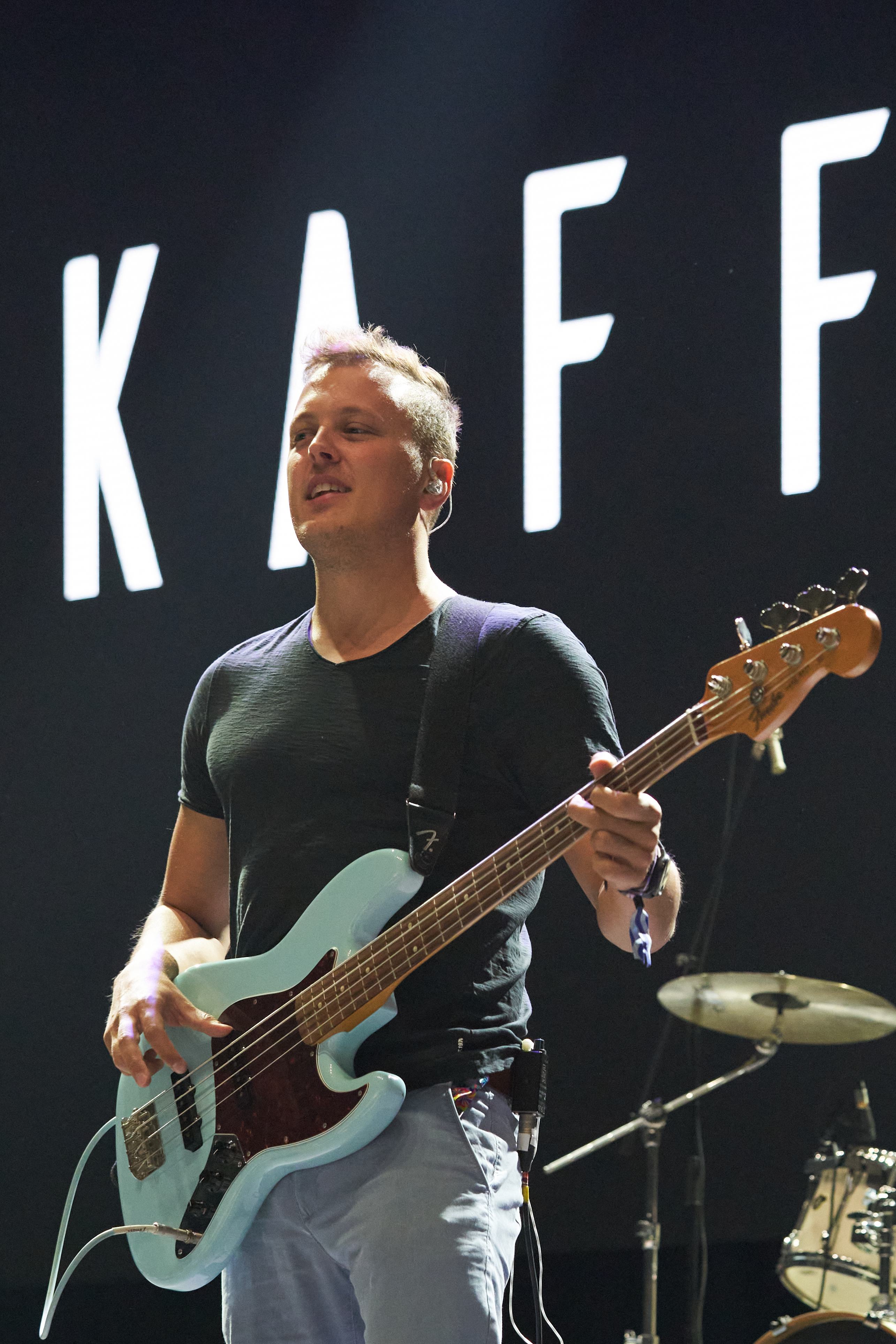
Benedikt Vodermaier

## Diskografie
Alben
- 2022: Alles auf Anfang
- 2024: Ekstase

Singles
- 2020: Nie allein
- 2020: Himmelblau
- 2021: Matilda
- 2021: Oh Wien
- 2021: Für dich
- 2021: Du bist schuld
- 2021: Frei
- 2021: Alles geht vorbei
- 2022: Vielleicht
- 2022: Du sagst
- 2022: Ohne euch
- 2023: Alles nur gelogen
- 2023: Mut
- 2023: Schrei es raus
- 2023: Scooter
- 2023: Sommer mit dir
- 2024: Mitte 20
- 2025: Vorhang auf
- 2025: Capri Sonne